# Erotides
Erotides es un género de escarabajos perteneciente a la familia de los lícidos.

## Descripción
El género lo constan escarabajos de tamaño mediano (aprox. 7-8 mm), alas oblongas, de color rojo marrón rojizo. Las antenas son medianamente fuertes, ligeramente dentadas. El pronoto es rectangular con esquinas afiladas. Las coberteras suelen ser rojas y de ancho bastante uniforme. Tienen una superficie con patrón de malla y nervaduras longitudinales. Las patas son cortas y poderosas. Todos los pies tienen cinco articulaciones.

## Estilo de vida
La especie se encuentra en bosques caducifolios o mixtos. Los escarabajos adultos están activos durante el día y a menudo se encuentran activos alrededor de flores, donde comen néctar y polen. Las larvas se pueden encontrar en la madera muerta de varios árboles de hoja caduca. Las piezas bucales sugieren que se alimentan de alimentos líquidos, pero se desconoce qué comen realmente.

## Mimetismo
Los alas rojas contienen una serie de sustancias tóxicas y desagradables que sus depredadores tradicionales los evitan. Los colores fuertes, con coberteras rojas que a menudo tienen la punta negra, son señales de ello ( aposematismo ). Varios otros insectos tienen un color similar a los de alas rojas; en algunos casos, la similitud es tan grande que es difícil distinguirlos de los verdaderos alas rojas. A esto se le llama complejo de mimetismo .

## Predominio
El género tiene una distribución holártica, desde el norte de Europa hasta el sur de Suecia .

## Taxonomía
La división sigue:
- El orden de los escarabajos, Coleoptera.
  - Suborden Polyphaga
    - La superfamilia de alas blandas y escarabajos, Cantharoidea.
      - La familia Redwings (escarabajos máscara), Lycidae
        - Subfamilia net redwings, (Erotinae LeConte, 1881 )
          - tribu Erotini LeConte, 1881
            - subtribu Erotina LeConte, 1881
              - género Erotides Waterhouse, 1879
                - Erotides cosnardi (Chevrolat, 1829)
                - Erotides kanoi (Nakane, 1967)
                - Erotides lalashanus Matsuda, 2010
                - Erotides schneideri Kiesenwetter, 2010
                - Erotides sculptilis (Say, 1835)
                - Erotides taiwana (Kono, 1932)